# Mistrovství České republiky v atletice 2006
37. Mistrovství České republiky mužů a žen v atletice 2006 se uskutečnilo ve dnech 24.–25. června 2006 v Praze.

## Medailisté

### Muži
| Soutěž                         | Zlato                                                                        | Stříbro                                                                | Bronz                                                                       |
| 100 m                          | Rostislav Šulc 10,57                                                         | Jan Veleba 10,57                                                       | Jan Stokláska 10,73                                                         |
| 200 m                          | Jiří Vojtík 20,69                                                            | Vojtěch Šulc 20,94                                                     | Jan Schiller 21,02                                                          |
| 400 m                          | Karel Bláha 46,21                                                            | Filip Klvaňa 46,55                                                     | Jan Hanzl 47,34                                                             |
| 800 m                          | Michal Šneberger 1:50,32                                                     | Aleš Veselý 1:50,51                                                    | Martin Hrstka 1:50,68                                                       |
| 1500 m                         | Petr Doubravský 3:51,92                                                      | Libor Stožek 3:52,17                                                   | Tomáš Harom 3:52,45                                                         |
| 5000 m                         | Róbert Štefko 14:38,24                                                       | Vladimír Pospíšil 14:46,27                                             | Michal Málek 14:47,26                                                       |
| 10 000 m                       | Jan Kreisinger 30:02,88                                                      | Róbert Štefko 30:12,96                                                 | Pavel Faschingbauer 30:52,82                                                |
| 110 m př.                      | Stanislav Sajdok 13,79                                                       | Štěpán Tesařík 14,18                                                   | Jan Čech 14,30                                                              |
| 400 m př.                      | Michal Uhlík 49,68                                                           | Ondřej Daněk 49,84                                                     | Jiří Mužík 50,03                                                            |
| 3000 m př.                     | David Gerych 8:49,91                                                         | Petr Mikulenka 8:50,92                                                 | Jakub Holuša 9:01,80                                                        |
| 4 × 100 m                      | Jan Feher Rostislav Šulc Vojtěch Šulc Ondřej Benda Spartak Praha 4 40.20     | Jan Čech Jaroslav Šmotek Richard Synek Jiří Vojtík Olymp Praha 40.39   | Štěpán Tesařík Štěpán Wagner Stanislav Sajdok Tomáš Knebl Dukla Praha 40.49 |
| 4 × 400 m                      | Jindřich Šimánek Petr Habásko Václav Bláha Michal Uhlík Slavia Praha 3:10.02 | Richard Synek Marek Hrubý Petr Klofáč Ondřej Daněk Olymp Praha 3:10.39 | Jan Mazanec Aleš Veselý Pavel Jiráň Jan Hanzl TEPO Kladno 3:10.41           |
| Skok do výšky                  | Tomáš Janků 2,29 m                                                           | Svatoslav Ton 2,27 m                                                   | Luboš Benko všichni 2,15 m                                                  |
| Skok o tyči                    | Adam Ptáček 5,75 m                                                           | Štěpán Janáček 5,65 m                                                  | Miroslav Telecký 5,37 m                                                     |
| Skok daleký                    | Tomáš Pour 7,88 m                                                            | Štěpán Wagner 7,78 m                                                   | Roman Novotný 7,56 m                                                        |
| Trojskok                       | Petr Hnízdil 16,34 m                                                         | Martin Sýkora 15,21 m                                                  | Jan Rapsa 15,03 m                                                           |
| Vrh koulí                      | Remigius Machura 18,84 m                                                     | Antonín Žalský 18,82 m                                                 | Vladislav Tuláček 17,09 m                                                   |
| Hod diskem                     | Libor Malina 59,53 m                                                         | Tomáš Jirásek 55,78 m                                                  | Antonín Žalský 54,68 m                                                      |
| Hod kladivem                   | Lukáš Melich 73,37 m                                                         | Vladimír Maška 72,68 m                                                 | Michal Fiala 66,43 m                                                        |
| Hod oštěpem                    | Jan Syrovátko 76,48 m                                                        | Vítězslav Veselý 75,98 m                                               | Miroslav Guzdek 75,06 m                                                     |
| Desetiboj Tábor 22.–23.7.2006  | Josef Karas 7837 bodů                                                        | Pavel Baar 7258 bodů                                                   | Dominik Špiláček 7238 bodů                                                  |
| 20 km chůze Poděbrady 8.4.2006 | Miloš Holuša 1:26:14                                                         | Jiří Malysa 1:30:53                                                    | Pavel Svoboda 1:31:39                                                       |

### Ženy
| Soutěž                         | Zlato                                                                               | Stříbro                                                                                   | Bronz                                                                               |
| 100 m                          | Kristina Bažatová 11,65                                                             | Iveta Mazáčová 11,86                                                                      | Martina Dostálová 11,90                                                             |
| 200 m                          | Štěpánka Klapáčová 23,46                                                            | Iveta Mazáčová 23,73                                                                      | Martina Dostálová 24,05                                                             |
| 400 m                          | Zuzana Hejnová 53,43                                                                | Ludmila Formanová 54,32                                                                   | Veronika Jelínková 54,57                                                            |
| 800 m                          | Veronika Mráčková 2:04,45                                                           | Petra Lochmanová 2:04,76                                                                  | Lenka Masná 2:05,22                                                                 |
| 1500 m                         | Tereza Čapková 4:26,86                                                              | Lucie Müllerová 4:27,76                                                                   | Petra Ivanová 4:29,78                                                               |
| 5000 m                         | Petra Kamínková 17:10,37                                                            | Monika Preibischová 17:41,91                                                              | Eva Burdychová 17:50,08                                                             |
| 10 000 m                       | Petra Kamínková 35:33,95                                                            | Irena Petříková 37:29,96                                                                  | Iva Milesová 38:12,11                                                               |
| 100 m př.                      | Petra Seidlová 13,43                                                                | Michaela Hejnová 13,73                                                                    | Lenka Lepičová 14,06                                                                |
| 400 m př.                      | Alena Rücklová 56,33                                                                | Zuzana Bergrová 57,68                                                                     | Jana Melichová 60,45                                                                |
| 3000 m př.                     | Lenka Ptáčková 10:14,61                                                             | Marcela Lustigová 10:21,05                                                                | Barbora Kuncová 11:28,09                                                            |
| 4 × 100 m                      | Tereza Trčková Štěpánka Klapáčová Kristina Bažatová Petra Seidlová USK Praha 45.32  | Monika Táborská Iva Vedralová Lenka Vorlová Jitka Bartoničková Slavia Praha 46.84         | Jana Korešová Lucie Komrsková Zuzana Bičíková Pavlína Humpolíková USK Praha B 46.89 |
| 4 × 400 m                      | Lenka Ostravská Veronika Plesarová Zuzana Bergrová Zuzana Hejnová USK Praha 3:41.48 | Gabriela Proroková Marcela Lustigová Lenka Švábíková Petra Lochmanová USK Praha B 3:43.92 | Petra Prokešová Tereza Nozarová Lenka Masná Veronika Mráčková Olymp Brno 3:44.28    |
| Skok do výšky                  | Barbora Laláková 1,94 m                                                             | Romana Dubnova 1,92 m                                                                     | Iva Straková 1,83 m                                                                 |
| Skok o tyči                    | Pavla Hamáčková 4,50 m                                                              | Jiřina Ptáčníková 4,23 m                                                                  | Kateřina Baďurová 4,16 m                                                            |
| Skok daleký                    | Lucie Komrsková 6,50 m                                                              | Denisa Ščerbová 6,48 m                                                                    | Martina Darmovzalová 6,37 m                                                         |
| Trojskok                       | Šárka Kašpárková 13,52 m                                                            | Jaroslava Vaněčková 12,99 m                                                               | Lucie Kohútová 12,91 m                                                              |
| Vrh koulí                      | Jana Kárníková 16,97 m                                                              | Andrea Valešová 15,86 m                                                                   | Lucie Vrbenská 15,08 m                                                              |
| Hod diskem                     | Věra Cechlová 61,79 m                                                               | Vladimíra Racková 52,31 m                                                                 | Andrea Valešová 51,46 m                                                             |
| Hod kladivem                   | Lenka Ledvinová 61,46 m                                                             | Lucie Vrbenská 61,37 m                                                                    | Romana Grómanová 60,03 m                                                            |
| Hod oštěpem                    | Barbora Špotáková 65,50 m                                                           | Jarmila Klimešová 62,60 m                                                                 | Nikola Brejchová 56,03 m                                                            |
| Sedmiboj Tábor 22.–23.7.2006   | Denisa Ščerbová 5828 bodů                                                           | Jana Korešová 5239 bodů                                                                   | Marie Burešová 5237 bodů                                                            |
| 20 km chůze Poděbrady 8.4.2006 | Lucie Pelantová 1:39:19                                                             | Michaela Šimánková 1:47:50                                                                | Hana Herberová 1:58:09                                                              |